# Sonia Rostova
Sofia Alexandrovna Rostova est un personnage de Guerre et Paix de Léon Tolstoï.
Cousine orpheline de la famille Rostov, elle partage une amitié fraternelle avec Natacha et est amoureuse de Nicolas Rostov (un amour partagé pendant leur jeunesse). Sa pauvreté est, cependant, un obstacle majeur à leur union. Mais c'est surtout l'amour profond de Nicolas pour la princesse Marie qui enterre définitivement les espoirs de Sonia. Elle refusera la demande en mariage de Dolokhov.

« Sonia était une petite brune mignonne, avec des yeux doux, ombragés de longs cils. Le ton olivâtre de son visage s’accusait encore plus sur la nuque et sur ses mains fines et gracieuses, et une épaisse natte de cheveux noirs s’enroulait deux fois autour de sa tête. »

 (Livre 1)